# Ağaylı, Sulakyurt
Ağaylı là một xã thuộc huyện Sulakyurt, tỉnh Kırıkkale, Thổ Nhĩ Kỳ. Dân số thời điểm năm 2010 là 128 người.